# به از اندیو خسرو
به از اندیو خسرو (به فارسی میانه وه‌انتیوک خسرو یا رومگان، به یونانی Antiocheia Chosroou، به عربی الرومیه) در سال ۵۴۰ میلادی بدنبال مداخله و تحریکات دولت روم در امور داخلی و سیاسی اعراب دست نشاندهٔ ایران و آغاز جنگ آناستازی خسرو انوشیروان با سپاهی بزرگ از فرات گذشته و شهر انطاکیه را که مهم‌ترین و آبادترین شهرهای آن روزگار بود تسخیر نمود. این شهر بقدری مورد پسند خسرو قرار گرفت که شهری در نزدیکی تیسفون با نقشه و مشخصات و وسعت آن بنا نمود و شهروندان انتاکیه را در شهر جدید که «وه انتیوک خسرو» به معنی شهر خسرو بهتر از انطاکیه نامیده شد، کوچ داد.